# Dilfirib Kadın
Dilfirib Kadınefendi (en turco otomano: دل فریب قادین, "corazón engañoso", 1890 - 1952) fue la quinta esposa del sultán Mehmed V del Imperio Otomano.
El título completo era: Devletlu İsmetlu Dördüncü Dil-firib Kadın Efendi Hazretleri

## Vida
Dilfirib nació en 1890 en Estambul. A una edad muy joven fue enviado al palacio para el servicio donde recibió educación y formación privada. Era muy educada y estaba muy interesada en la historia. Pronto llamó la atención de Mehmed y se casaron en 1907 en el Palacio Veliahd.
Tras la muerte del sultán Mehmed en 1918, permaneció en el palacio durante algún tiempo y tras mudarse a su villa en Erenköy, se volvió a casar con un médico con el que tuvieron a su único hijo, un varón.
Mucho después de instalarse en su mansión en Erenköy, murió de cáncer en 1952 en Estambul a la edad de 62 años. Está enterrada en Estambul.